# Āfono
Āfono är en ort i Amerikanska Samoa (USA).   Den ligger i distriktet Östra distriktet, i den västra delen av landet, 6 kilometer öster om huvudstaden Pago Pago. Āfono ligger 26 meter över havet och antalet invånare är 527. Den ligger på ön Tutuila Island.
Terrängen runt Āfono är kuperad västerut, men åt sydost är den platt. Havet är nära Āfono åt nordost.  Närmaste större samhälle är Pago Pago, 5,8 kilometer väster om Āfono. 